# Euphyia completa
Euphyia completa är en fjärilsart som beskrevs av Eugen Wehrli 1919. Euphyia completa ingår i släktet Euphyia och familjen mätare. Inga underarter finns listade i Catalogue of Life.